# 9:06
Pour plus de détails, voir Fiche technique et Distribution.
9:06 (Ofsajd) est un film germano-slovène, réalisé par Igor Šterk, sorti en 2009. 
Le film a été sélectionné comme représentant de la Slovénie pour l'Oscar du meilleur film en langue étrangère durant la 83e cérémonie des Oscars.

## Synopsis
L'inspecteur de police, Dussan, enquête sur la mort étrange d'un jeune pianiste. Jusque-là, rien d'anormal, mais cette enquête va vite tourner à l'obsession. Il va peu à peu s'approprier la vie du défunt : de son appartement à sa vie sentimentale, il ne laissera rien au hasard. Les secrets et problèmes de l'inspecteur refont ainsi surface et le submergent.

## Fiche technique
- Titre : 9:06
- Titre original : Ofsajd
- Réalisation :	Igor Šterk
- Scénario :
- Photographie :
- Montage :
- Musique :
- Direction artistique :
- Décors :
- Costumes :
- Son :
- Producteur :
- Société de production :
- Société de distribution :
- Budget :
- Pays d'origine :  Allemagne |  Slovénie
- Tournage :
- Langue :
- Format :
- Genre :
- Durée :
- Dates de sortie :

## Distribution
- Igor Samobor : Dusan
- Silva Cusin : Majda
- Labina Mitevska : Milena
- Jana Zupancic :
- Pavle Ravnohrib : Tine